# Guyang (häradshuvudort i Kina, Hunan Sheng, lat 28,61, long 109,93)
Guyang (kinesiska: Ku-chang-p’ing, 古阳, 古丈县) är en häradshuvudort i Kina. Den ligger i provinsen Hunan, i den södra delen av landet, omkring 300 kilometer väster om provinshuvudstaden Changsha. Antalet invånare är 127 297. Befolkningen består av 61 050 kvinnor och 66 247 män. Barn under 15 år utgör 17,0 %, vuxna 15-64 år 71 %, och äldre över 65 år 10,0 %.
Runt Guyang är det ganska tätbefolkat, med 93 invånare per kvadratkilometer. Guyang är det största samhället i trakten. I omgivningarna runt Guyang växer i huvudsak blandskog.
Genomsnittlig årsnederbörd är 1 790 millimeter. Den regnigaste månaden är maj, med i genomsnitt 312 mm nederbörd, och den torraste är december, med 28 mm nederbörd.